# Cristian Marcial
Cristian Alejandro Marcial (Quilmes, provincia de Buenos Aires, Argentina; 10 de enero de 1996) es un futbolista argentino. Juega de defensor y su equipo actual es San Telmo, de la Primera Nacional, a préstamo de Racing Club.

## Trayectoria

### Fénix
Marcial fue prestado a Fénix, equipo de la Primera B, ya que en Racing Club no tendría lugar. Debutó el 10 de septiembre de 2018 en la victoria sobre Almirante Brown por 2-1, ingresando a falta de 10 minutos para el final por Nicolás Godoy. Convirtió su primer gol el 6 de noviembre en la victoria como visitante 0-2 ante Deportivo Riestra.

### Platense
Al año siguiente, Platense sería el nuevo destino del defensor quilmeño. Debutó en la Primera Nacional el 2 de diciembre de 2019 en la victoria por 2 a 1 contra Atlanta. Ingresó por Juan Infante en el entretiempo. Durante su paso por el Calamar, jugó 11 partidos.

### All Boys
En 2022, Racing Club vuelve a prestar a Marcial y se convierte en nuevo jugador de All Boys. Debutó en el Albo el 12 de febrero en la victoria sobre Atlanta por 1 a 0.

## Estadísticas

### Clubes
Actualizado al 1 de enero de 2023
| Equipo | Div.                | Temporada           | Liga     | Liga  | Copa Nacional(1) | Copa Nacional(1) | Copa Internacional(2) | Copa Internacional(2) | Total    | Total |
| Equipo | Div.                | Temporada           | Partidos | Goles | Partidos         | Goles            | Partidos              | Goles                 | Partidos | Goles |
| Fénix Argentina | 3.ª                 | 2018-19             | 18       | 1     | -                | -                | -                     | -                     | 18       | 1     |
| Fénix Argentina | Total club          | Total club          | 18       | 1     | -                | -                | -                     | -                     | 18       | 1     |
| Platense Argentina | 2.ª                 | 2019-20             | 5        | 0     | -                | -                | -                     | -                     | 5        | 0     |
| Platense Argentina | 2.ª                 | 2020                | 1        | 0     | -                | -                | -                     | -                     | 1        | 0     |
| Platense Argentina | 1.ª                 | 2021                | 2        | 0     | 3                | 0                | -                     | -                     | 5        | 0     |
| Platense Argentina | Total club          | Total club          | 8        | 0     | 3                | 0                | -                     | -                     | 11       | 0     |
| All Boys Argentina | 2.ª                 | 2022                | 20       | 0     | -                | -                | -                     | -                     | 20       | 0     |
| All Boys Argentina | Total club          | Total club          | 20       | 0     | -                | -                | -                     | -                     | 20       | 0     |
| San Telmo Argentina | 2.ª                 | 2023                | 0        | 0     | -                | -                | -                     | -                     | 0        | 0     |
| San Telmo Argentina | Total club          | Total club          | 0        | 0     | -                | -                | -                     | -                     | 0        | 0     |
| Total en su carrera | Total en su carrera | Total en su carrera | 46       | 1     | 3                | 0                | -                     | -                     | 49       | 1     |
| (1) Las copas nacionales se refiere a la Copa Argentina y a la Copa de la Liga Profesional. (2) Las copas internacionales se refiere a la Copa Libertadores y a la Copa Sudamericana. |                     |                     |          |       |                  |                  |                       |                       |          |       |